# In unserer Zeit

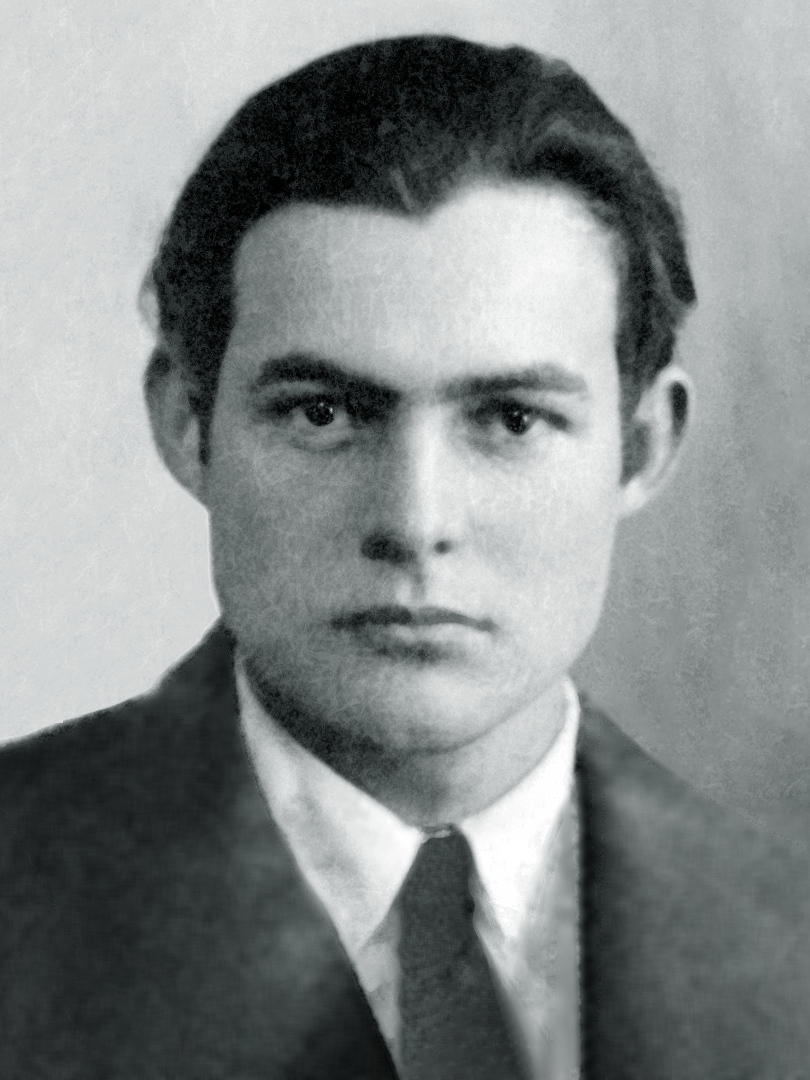
Ernest Hemingway im Jahre 1923 auf einem Passfoto

In unserer Zeit (In Our Time) ist eine Sammlung von fünfzehn Kurzgeschichten des US-amerikanischen Schriftstellers Ernest Hemingway, die 1925 in den USA veröffentlicht wurde und damit seine erste Publikation in den Staaten war.
Das Buch zeichnet sich wie auch spätere Werke durch den kurzen und prägnanten Schreibstil des Autors aus. Außerdem sind Erzählungen wie Drei Tage Sturm erste Beispiele für Hemingways Eisbergtheorie.
Hemingway präsentiert dem Leser u. a. die Figur Nick Adams, die autobiografische Züge des Autors trägt. Diese Geschichten erzählen ähnlich wie in einem Entwicklungsroman das Heranwachsen des Protagonisten in mehreren Episoden. Der Junge, der sich im Laufe der Geschichten zum Mann entwickelt, taucht auch in Hemingways Erzählband Männer ohne Frauen auf. Nach seinem Tod wurden weitere Erzählungen um Nick Adams aus seinem Nachlass veröffentlicht.
Einige der Werke im Band gehören noch heute zu Hemingways bekanntesten Kurzgeschichten, u. a.  Auf dem Quai in Smyrna, Indianerlager, Der Doktor und seine Frau, Das Ende von Etwas, Drei Tage Sturm, Der Kämpfer und Katze im Regen.

## Ausgaben
- In unserer Zeit. Erzählungen (Originaltitel: In our Time, Three Mountains Press, Paris 1924, übersetzt von Annemarie Horschitz-Horst), Rowohlt, Berlin 1932; rororo 278, Reinbek bei Hamburg 1994, ISBN 3-499-10278-1.